# Neofetch
Neofetch — системна утиліта, написана на Bash, яка друкує загальну інформацію про систему й логотип дистрибутиву, виконаний у ASCII-графіці. Підтримує Linux (більш ніж 50 дистрибутивів), Windows, iOS, macOS, Android (через Termux) та BSD (FreeBSD, openBSD, NetBSD). Вона дозволяє отримати інформацію про операційну систему, ядро, час роботи, кількість встановлених пакетів, оболонку, роздільну здатність, середовище стільниці, диспетчер вікон, теми, піктограми, емулятор термінала, системні шрифти, ЦП, графічний процесор і оперативну пам’ять.

## Галерея
|                        |
| Neofetch на Arch Linux |

|                       |
| Neofetch на Debian 10 |

|                             |
| Neofetch на CentOS Stream 9 |